# Windenergie in Frankreich

Jahreserzeugung durch Wind und Solar

Die Windenergie in Frankreich spielt eine bedeutende Rolle bei der Stromerzeugung des Landes: Im Jahr 2024 lieferten Windkraftanlagen 10 % des französischen Strombedarfs.

## Installierte Leistung und Jahreserzeugung
Laut CIA verfügte Frankreich im Jahr 2020 über eine (geschätzte) installierte Leistung von insgesamt 138,611 GW (alle Kraftwerkstypen); der Stromverbrauch lag bei 472,699 Mrd. kWh. Die installierte Leistung der Windkraftanlagen (WKA) stieg von 148 MW im Jahr 2002 auf 18.676 MW im Jahr 2021; die Jahreserzeugung stieg von 0,1 TWh im Jahr 2001 auf 37 TWh im Jahr 2021.
Staatspräsident Macron hat im November 2023 angekündigt, die Leistung der Offshore-Windkraftanlagen bis 2035 mehr als zu verdoppeln. Die Regierung werde 2025 die Installation von WKA mit einer Produktionskapazität von zehn Gigawatt ausschreiben. Bis 2050 solle die Gesamtkapazität 45 Gigawatt betragen.
| Jahr | Inst. Leistung (MW) | Erzeugung (TWh) |
| ---- | ------------------- | --------------- |
| 2001 |                     | 0,1             |
| 2002 | 148                 | 0,3             |
| 2003 | 253                 | 0,4             |
| 2004 | 390                 | 0,6             |
| 2005 | 757                 | 1               |

| Jahr | Inst. Leistung (MW) | Erzeugung (TWh) |
| ---- | ------------------- | --------------- |
| 2006 | 1567                | 2,2             |
| 2007 | 2454                | 4,1             |
| 2008 | 3404                | 5,7             |
| 2009 | 4574                | 7,9             |
| 2010 | 5970                | 9,9             |

| Jahr | Inst. Leistung (MW) | Erzeugung (TWh) |
| ---- | ------------------- | --------------- |
| 2011 | 6800                | 12              |
| 2012 | 7623                | 15              |
| 2013 | 8243                | 16              |
| 2014 | 9285                | 17              |
| 2015 | 10.293              | 21              |

| Jahr | Inst. Leistung (MW) | Erzeugung (TWh) |
| ---- | ------------------- | --------------- |
| 2016 | 12.065              | 21              |
| 2017 | 13.757              | 25              |
| 2018 | 15.307              | 29              |
| 2019 | 16.646              | 35              |
| 2020 | 17.949              | 40              |

| Jahr | Inst. Leistung (MW) | Erzeugung (TWh) | Anteil am Bedarf |
| ---- | ------------------- | --------------- | ---------------- |
| 2021 | 18.676              | 38,8            | 8 %              |
| 2022 | 21.135              | 38,1            | 8 %              |
| 2023 | 22.792              | 50,8            | 11 %             |
| 2024 | 22.883              |                 | 10 %             |

## Liste von Windkraftanlagen

### Offshore
Die Windparks sind zunächst in betriebene, in Bau befindliche und geplante Windparks gegliedert. Anschließend sind die Windparks nach ihrem (geplanten) Fertigstellungsdatum und danach alphabetisch geordnet.
| Name                             | Leistung (MW) | Windkraftanlagentyp (Leistung, Rotordurchmesser) | Anzahl WKAs | Koordinaten                 | Status     | Inbetriebnahme (Jahr) | Quellen, Anmerkungen                                                        |
| -------------------------------- | ------------- | ------------------------------------------------ | ----------- | --------------------------- | ---------- | --------------------- | --------------------------------------------------------------------------- |
| Ärmelkanal und Golf von Biskaya  |               |                                                  |             |                             |            |                       |                                                                             |
| Banc de Guérande (Saint-Nazaire) | 480           | GE Haliade 150-6MW (6,0 MW, 150,0 m)             | 80          | 47° 9′ 32″ N, 2° 36′ 22″ W  | in Betrieb | 2022                  | [ 17 ]                                                                      |
| Baie de Saint-Brieuc             | 496           | Siemens Gamesa SG 8.0-167 DD (8,0 MW, 167,0 m)   | 62          | 48° 51′ 11″ N, 2° 32′ 10″ W | in Betrieb | 2024                  | Inbetriebnahme am 28. Mai 2024                                              |
| Hautes falaises (Fécamp)         | 497           | Siemens SWT-7.0-154 (7,0 MW, 154,0 m)            | 71          | 49° 53′ 31″ N, 0° 13′ 37″ O | in Betrieb | 2024                  | Inbetriebnahme am 15. Mai 2024                                              |
| Calvados (Courselles-Sur-Mer)    | 448           | Siemens SWT-7.0-154 (7,0 MW, 154,0 m)            | 64          | 49° 28′ 8″ N, 0° 31′ 19″ W  | in Bau     | (2025)                | [ 22 ]                                                                      |
| Iles d’Yeu et de Noirmoutier     | 496           | Siemens Gamesa SG 8.0-167 DD (8,0 MW, 167,0 m)   | 62          | 46° 52′ 30″ N, 2° 30′ 50″ W | in Bau     | (2025)                | 7. Juni 2024: eine von 61 Gründungen installiert                            |
| Dieppe et Le Tréport             | 496           | Siemens Gamesa SG 8.0-167 DD (8,0 MW, 167,0 m)   | 62          | 50° 8′ 56″ N, 1° 7′ 16″ O   | in Bau     | (2026)                | [ 24 ]                                                                      |
| Dunkerque                        | 600           |                                                  | 46          | 51° 9′ 11″ N, 2° 23′ 49″ O  | in Planung | (2027)                | 14. Juni 2019: EDF, innogy und Enbridge erhalten Zuschlag bei Ausschreibung |
| Centre Manche 1                  | 1050          |                                                  |             | 49° 52′ 34″ N, 0° 44′ 10″ W | in Planung | (2031)                | 27. März 2023: EDF und Maple Power erhalten Zuschlag bei Ausschreibung      |